# William Kenneth Armitage
Pour les articles homonymes, voir Armitage.
William Kenneth Armitage (né le 18 juillet 1916 à Leeds et mort le 22 janvier 2002 à Londres), commandeur de l'ordre de l'Empire britannique, est un sculpteur et lithographe principalement connu pour ses bronzes semi-abstraits.

## Biographie
Armitage a étudié au Leeds College of Art and Design et au Slade School of Fine Art de Londres avant de rejoindre l'armée britannique en 1939. Armitage devint chef du département de sculpture du département du Bath School of Art and Design (en) en 1946, une année après avoir terminé son service militaire. En 1952 il organisa sa première exposition à Londres. En 1953, il est devenu le premier artiste de Grande-Bretagne en résidence à l'université de Leeds (jusqu'en 1956). En 1958 il a remporté, avant ses 45 ans, le prix de la meilleure sculpture internationale à la Biennale de Venise. Armitage a été décoré Commandeur de l'ordre de l'Empire britannique en 1969 et a été élu à la Royal Academy en 1994.

## Travaux
La maturité de son style est évidente dès 1952. La plupart de ses œuvres ont le souci de la représentation humaine qu'il combine avec un intérêt d'une structuration horizontale et verticale. Beaucoup d'entre elles affichent un humour bizarre. Armitage s'est intéressé à l'art égyptien et à l'art cycladique aussi ses travaux avaient une note d'archaïsme. Pendant les années 1960 et après, Armitage s'est adapté au style de son époque en incorporant parfois des cires, résines ou encore de l'aluminium tandis que ses œuvres prennent un tour plus sombre et abstrait. Il a été présenté en 1964 dans un documentaire de l'Américain Warren Forma intitulé Five British Sculptors (Work and Talk).

## Expositions
- 1960 : Kenneth Armitage - Lynn Chadwick, Kestner-Gesellschaft, Hanovre, Allemagne

## Galerie

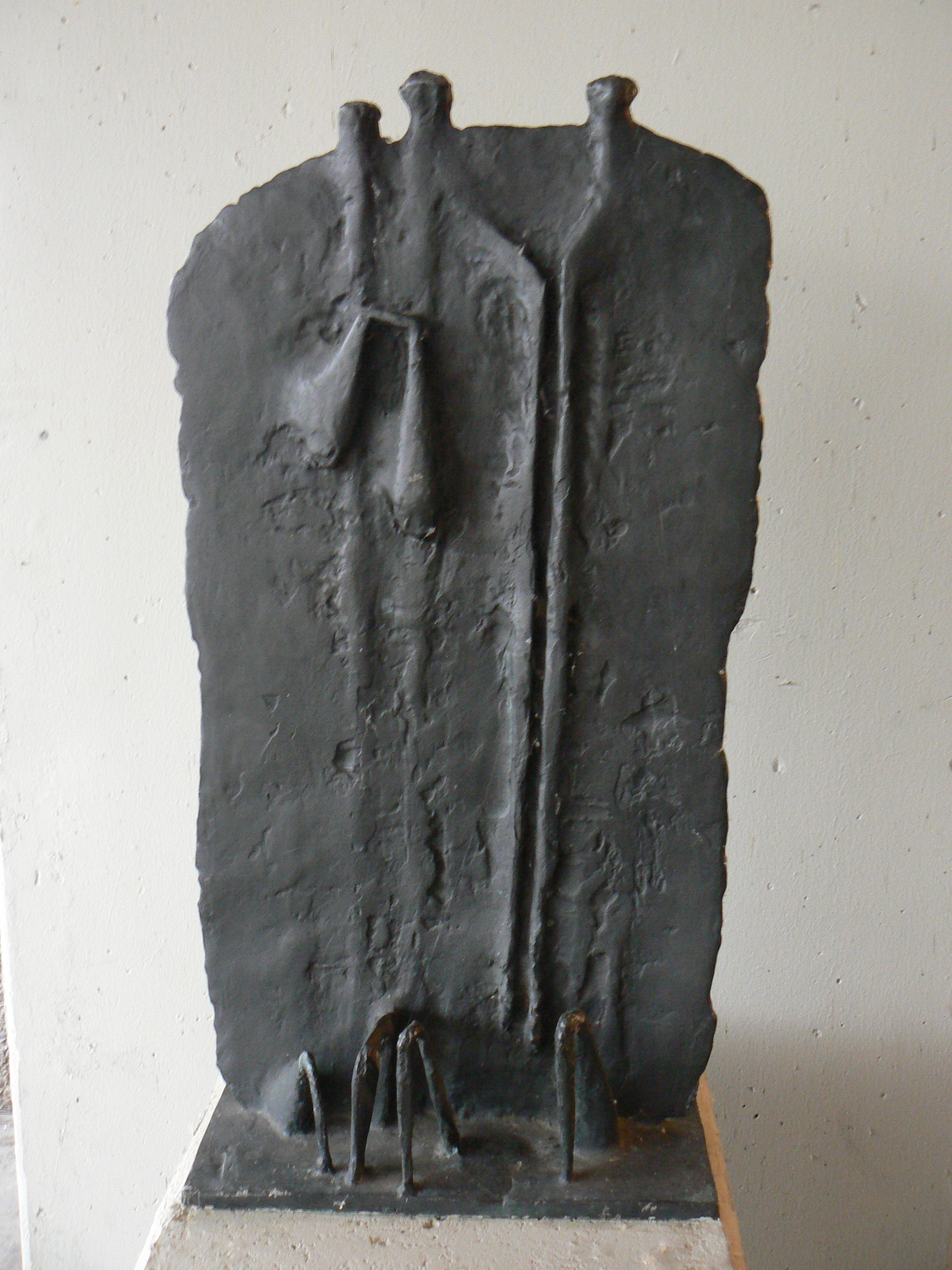
1 - Sitting People (1953), Marl, Allemagne.
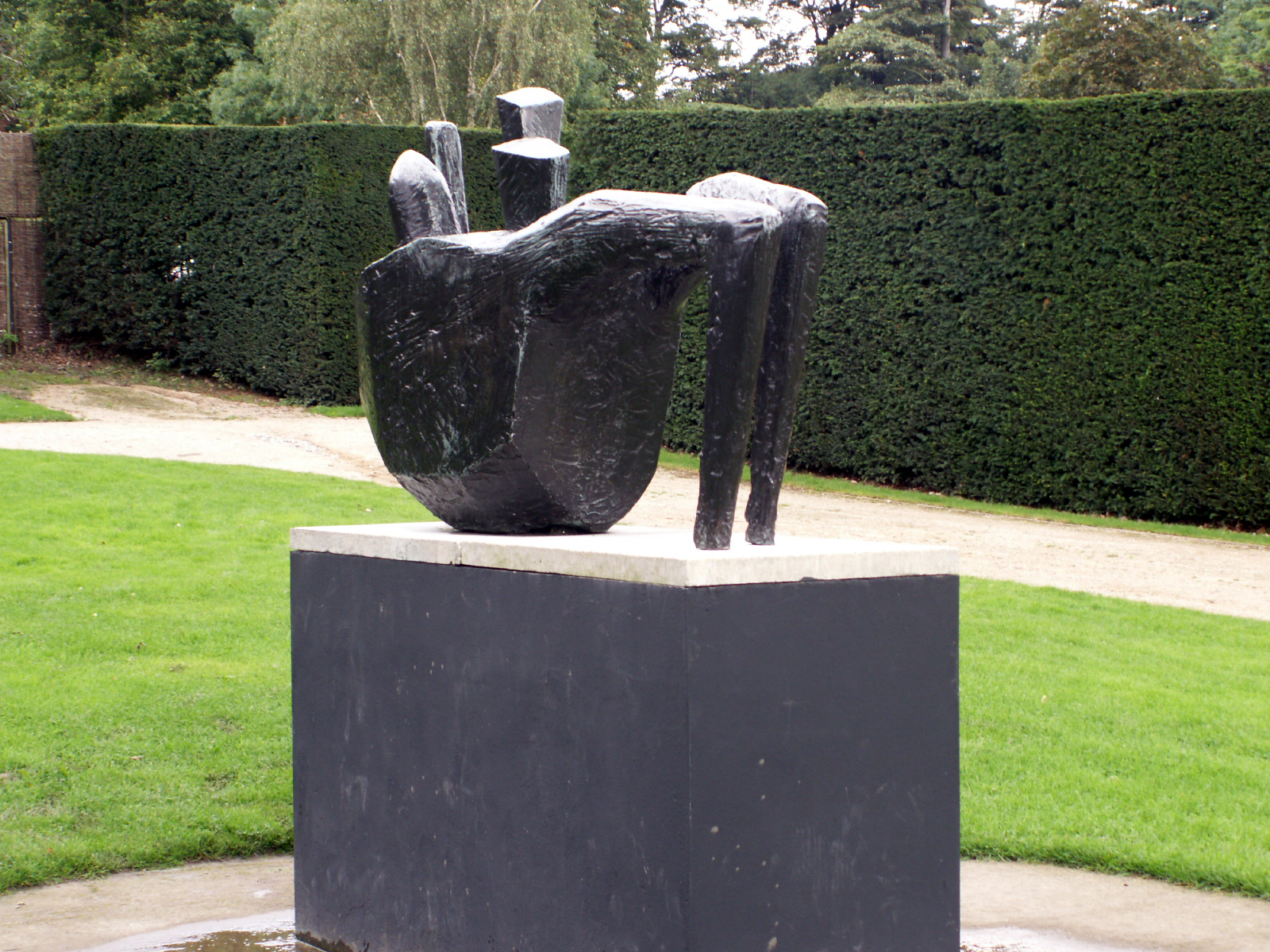
2 - Figure on its Back (1960),Yorkshire Sculpture Park, West Bretton, Angleterre.
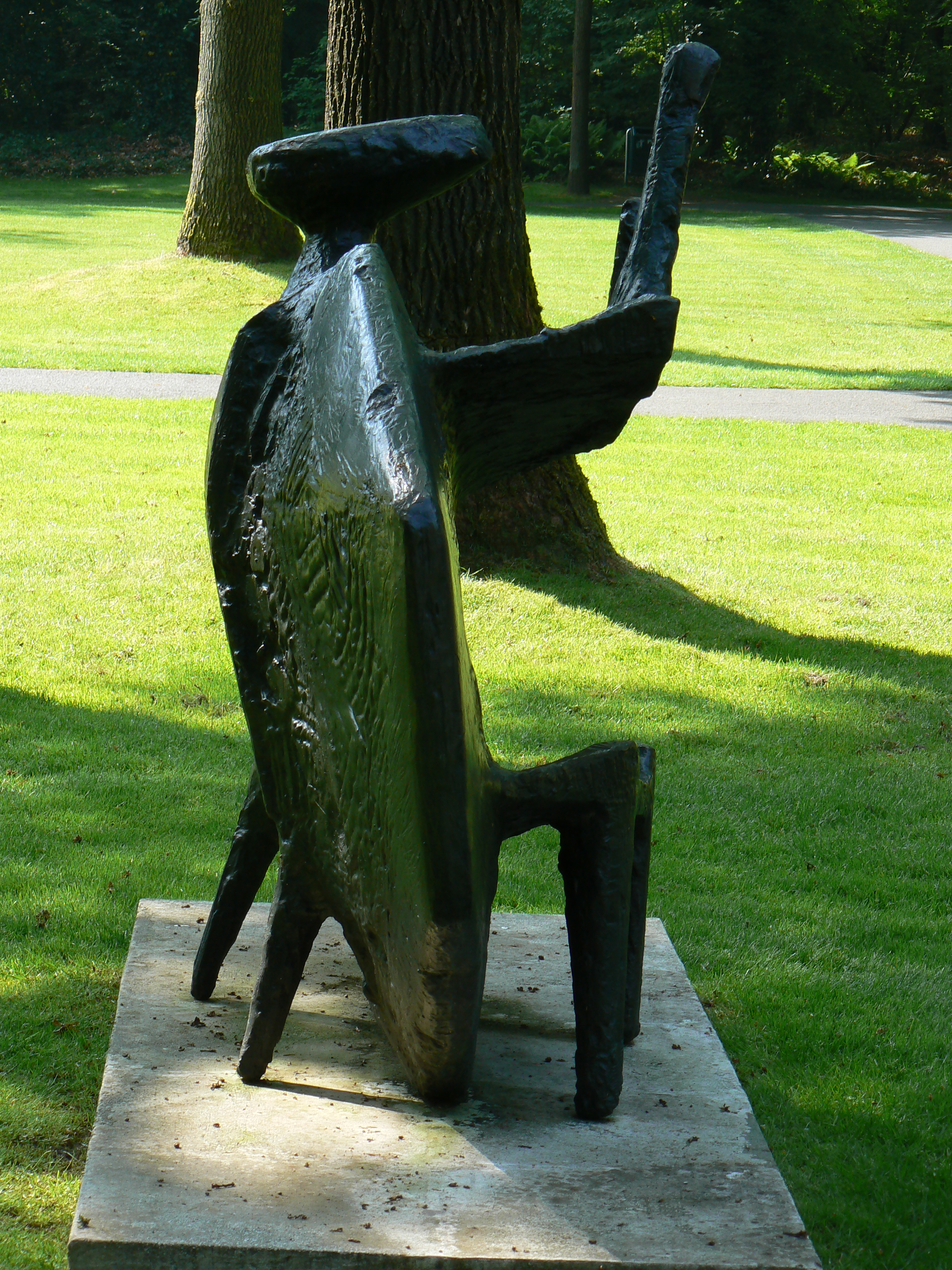
3 - Monitor (1961), musée Kröller-Müller à Otterlo, Pays-Bas (face).
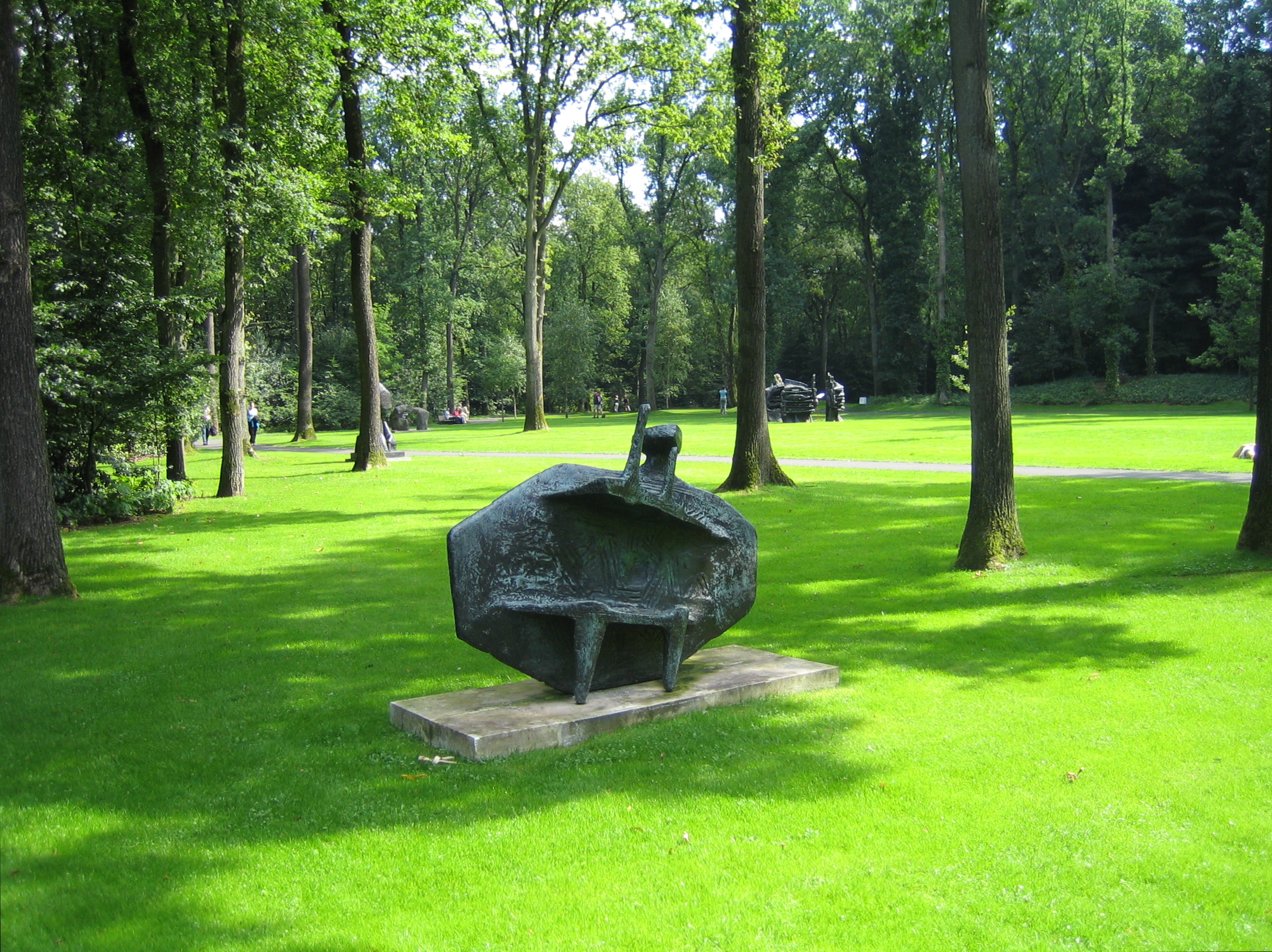
4 - Monitor (1961), musée Kröller-Müller à Otterlo, Pays-Bas (profil).
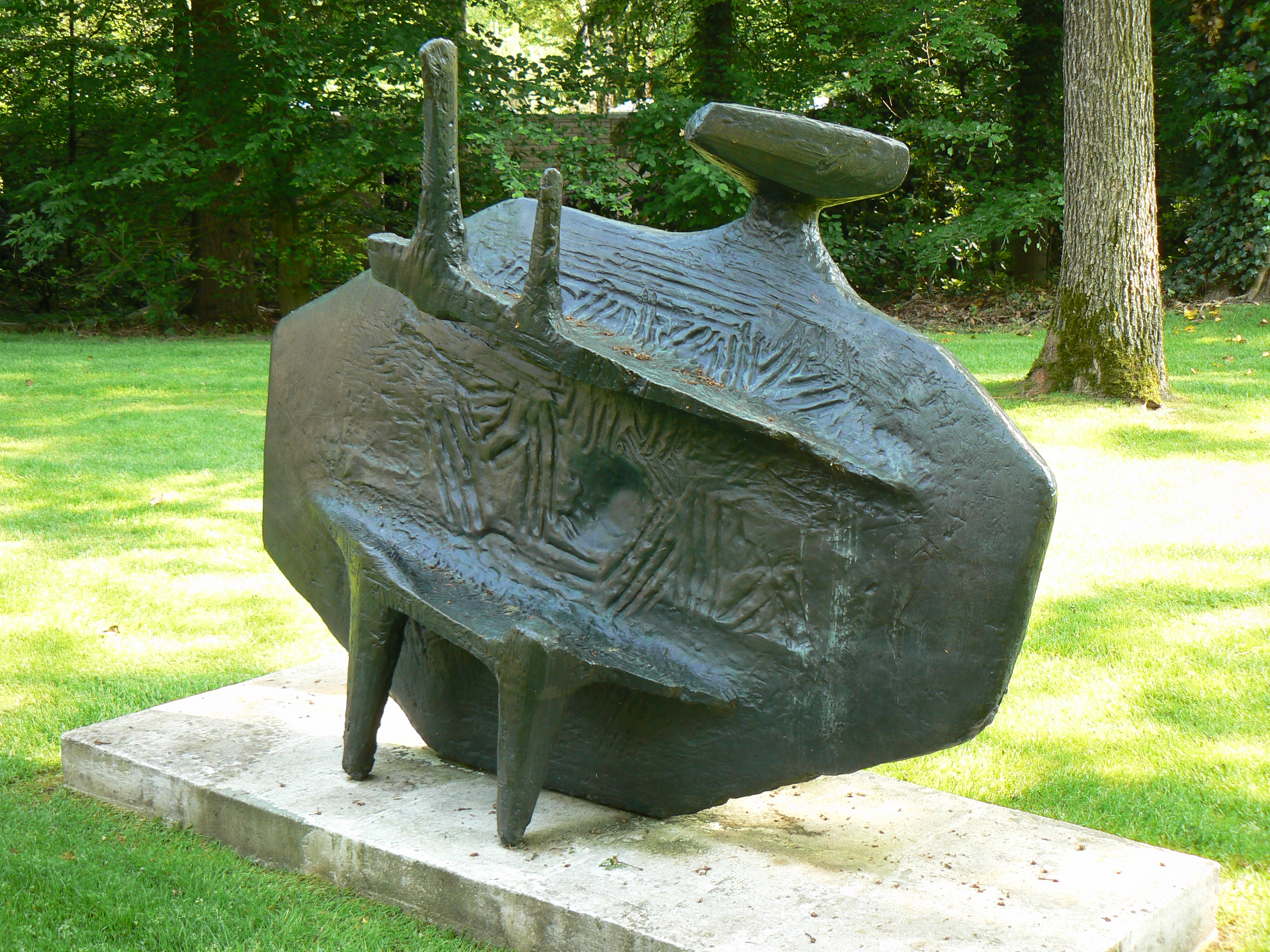
5 - Monitor (1961), musée Kröller-Müller à Otterlo, Pays-Bas (profil).
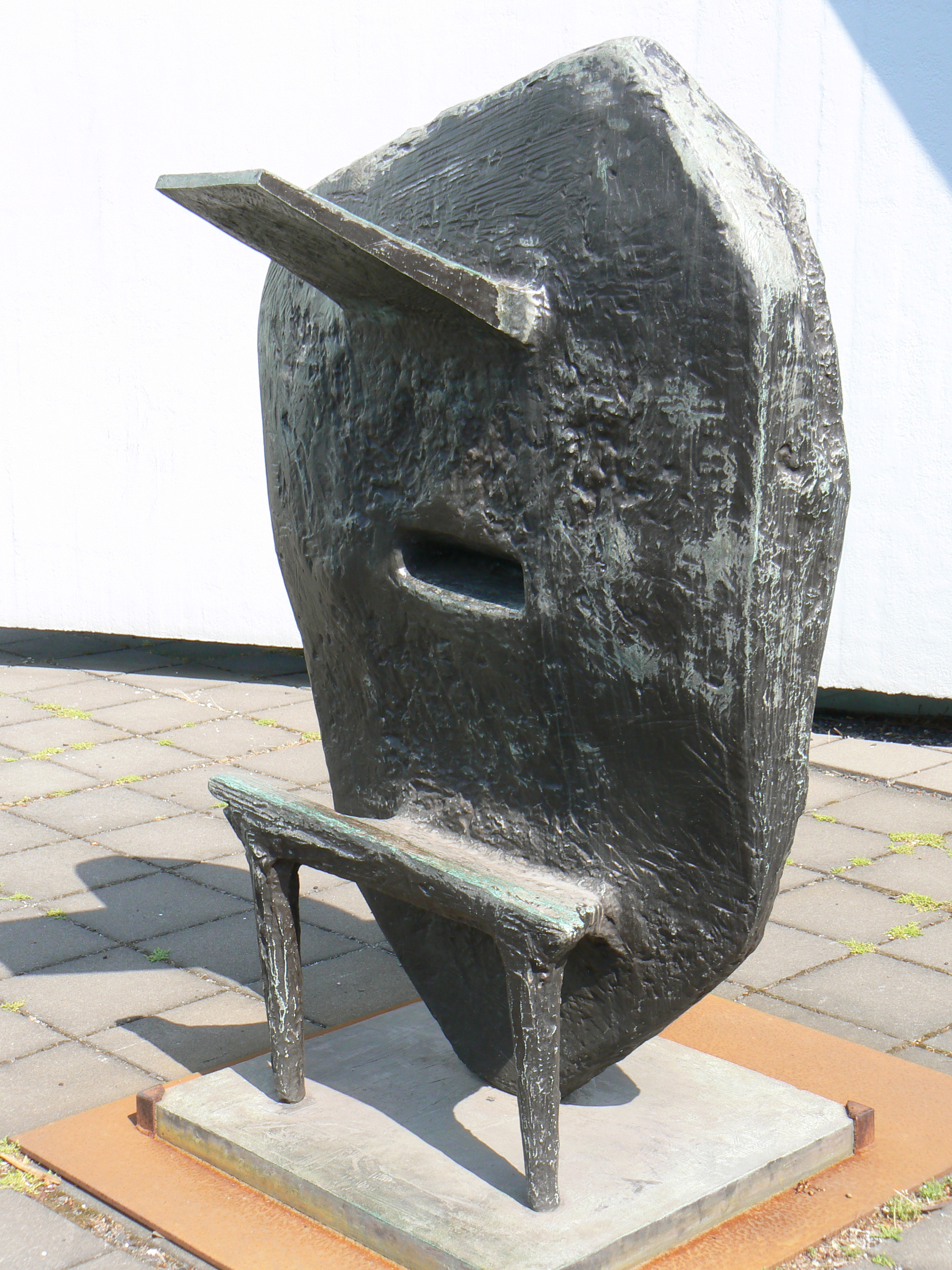
6 - The Prophet (1961), Duisbourg, Allemagne.
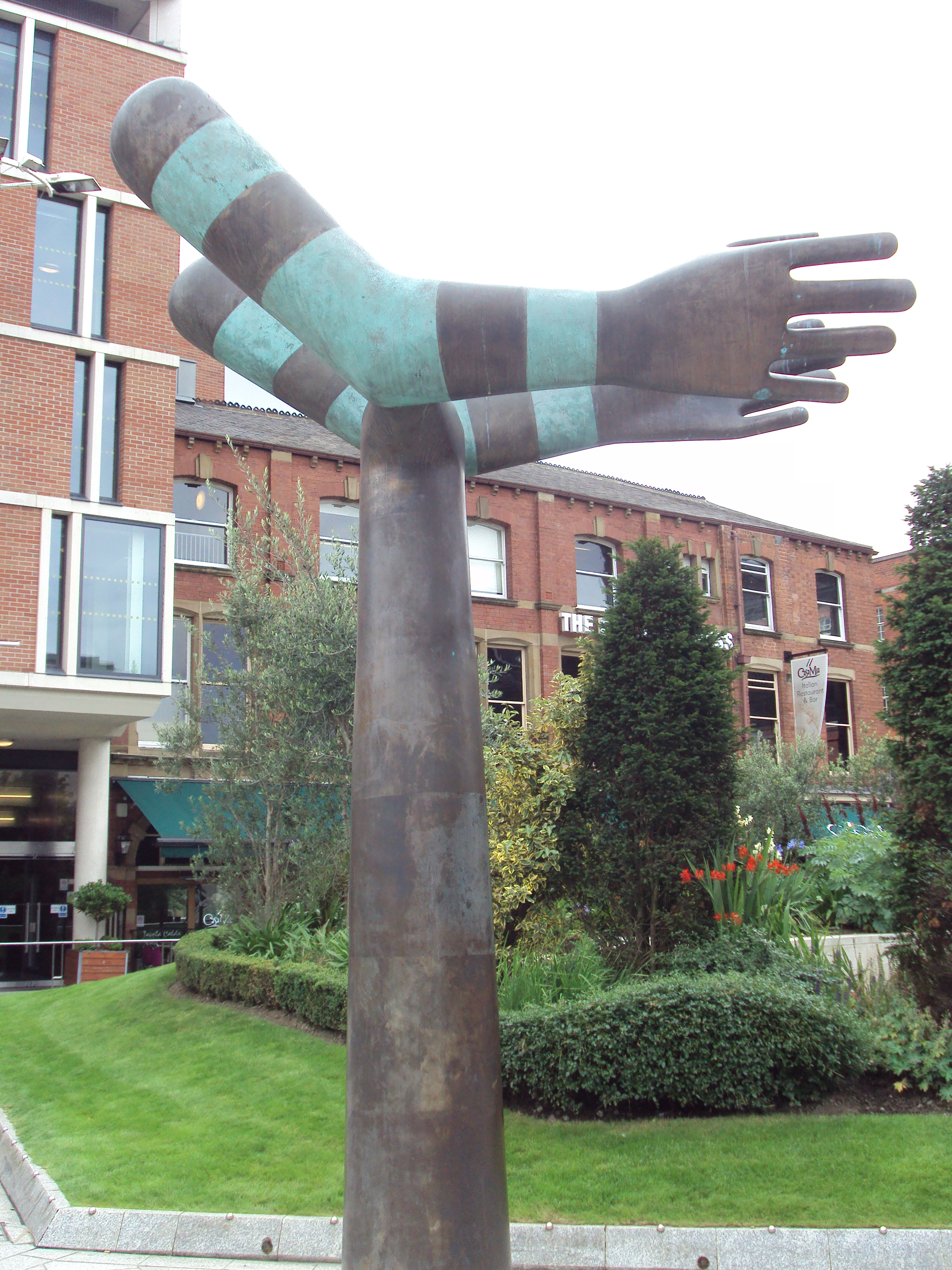
7 - Both Arms (2000), Mandela Gardens, Leeds, Angleterre (profil).
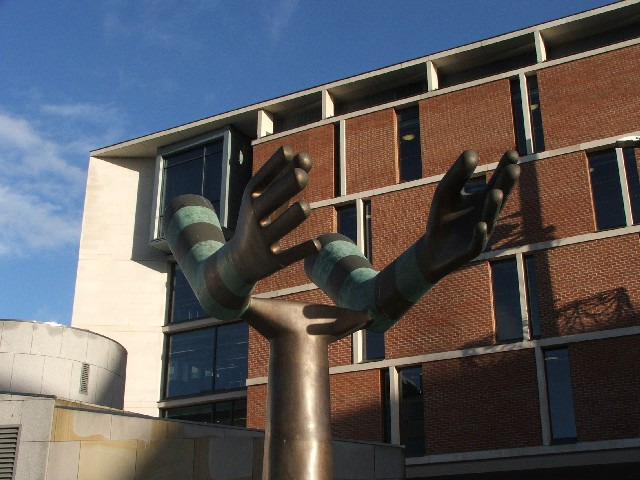
8 - Both Arms (2000), Mandela Gardens, Leeds, Angleterre (face).
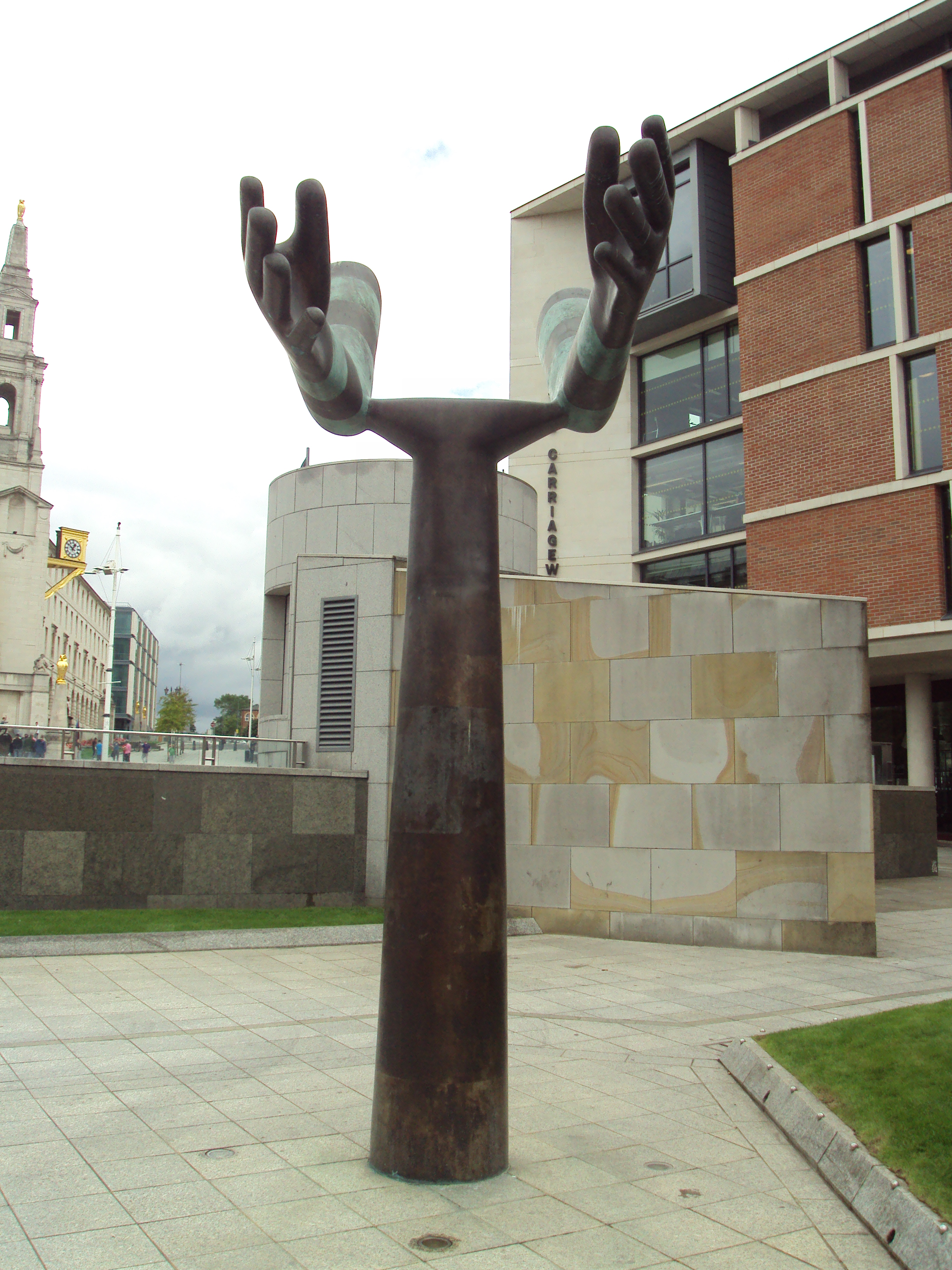
9 Both Arms (2000), Mandela Gardens, Leeds, Angleterre (face).